# Museo archeologico regionale di Lentini
Il Museo archeologico regionale di Lentini è un museo dedicato ai reperti di Lentini.
Il museo illustra la storia archeologica di Lentini e del suo territorio a partire dalla preistoria fino all'età medievale, attraverso l'esposizione di materiali provenienti dall'antica città e dai principali siti archeologici del comprensorio.

## Storia

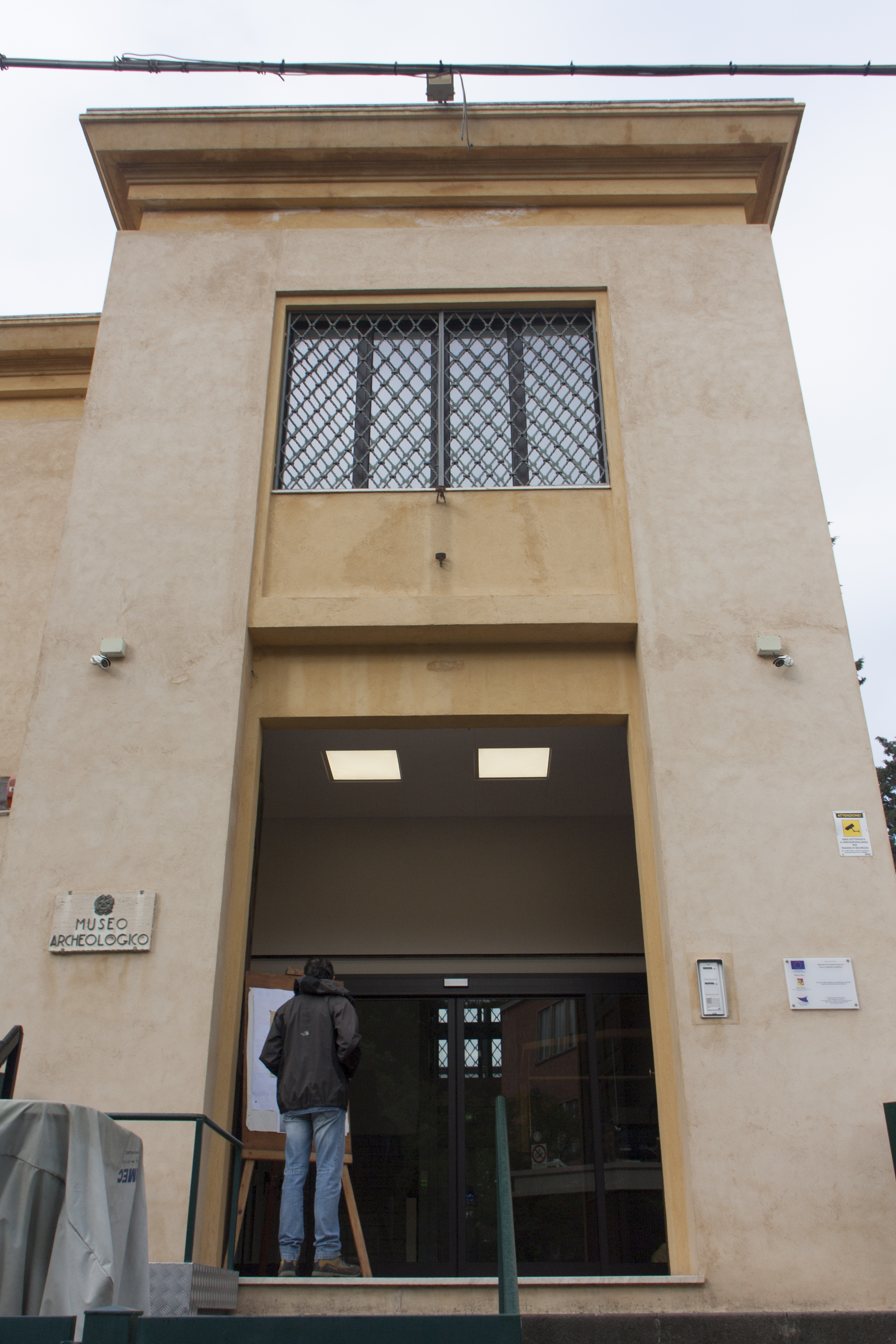
L'ingresso del Museo

Già nel 1884 Paolo Orsi, nel tentativo di recuperare gli oggetti illecitamente trafugati da Leontinoi, evidenziò l'esigenza di creare un museo archeologico a Lentini che potesse mantenere i tanti reperti della zona. Nel 1926 indirizzata a Orsi dall'Ispettore Onorario dei Monumenti e degli Scavi di Lentini, Rosario Santapaola chiede la realizzazione di un museo che consentisse di strappare dagli speculatori gli oggetti antichi di Leontinoi. Per l'apertura di un vero e proprio museo si deve attendere il 1950 quando viene istituito il Museo civico istituito dall'allora sindaco Filadelfo Castro, ed era costituito da un complesso di materiali di varia origine, per lo più di incerta contestualizzazione; la prima sede si trovava in via Garibaldi 127, ma poco dopo avvenne una notifica di sfratto che determinò il trasferimento del museo presso un'aula della scuola elementare Vittorio Veneto.
L'attuale sede museale progettata dall'architetto Vincenzo Cabianca con allestimenti di G. Rizza venne inaugurato il 28 maggio 1962. A causa del terremoto del 1990 venne chiuso per un certo tempo.
Nel 2016 il museo è stato oggetto di alcuni lavori di ristrutturazione che hanno ridato vita all'esterno della struttura e hanno portato all'apertura di un'altra sala espositiva al primo piano, dove si possono ammirare molti reperti e anfore rinvenute in località Castelluccio.

## Le collezioni
Una gran parte dei reperti proviene dagli scavi effettuati negli anni Cinquanta nella valle San Mauro, in corrispondenza della porta urbica meridionale, di una delle necropoli e sul colle della Metapiccola, nell'ambito dell'insediamento indigeno dell'età del ferro; l'ultima parte, infine, è relativa alle indagini ed alle scoperte effettuate, negli anni più recenti dalla Soprintendenza ai beni culturali di Siracusa nel territorio e nel sito urbano della città odierna.
L'ordinamento è insieme cronologico e topografico; dalle più antiche attestazioni di frequentazione umana nel territorio durante la preistoria, si passa alla colonizzazione ed alla successiva illustrazione della città greca (abitato, fortificazioni, necropoli, architettura templare); infine, si espongono i dati finora acquisiti in ordine alla storia del centro urbano e del territorio durante l'età tardo romana, bizantina, araba e medioevale.
All'ingresso è esposto uno degli affreschi delle Grotte del Crocifisso, rappresentante la Deposizione di Gesù, il quale è stato asportato da una ditta di esperti, viste le sue precarie condizioni in loco e quindi per salvaguardarlo, consolidarlo su un supporto e restaurarlo.

## Galleria d'immagini

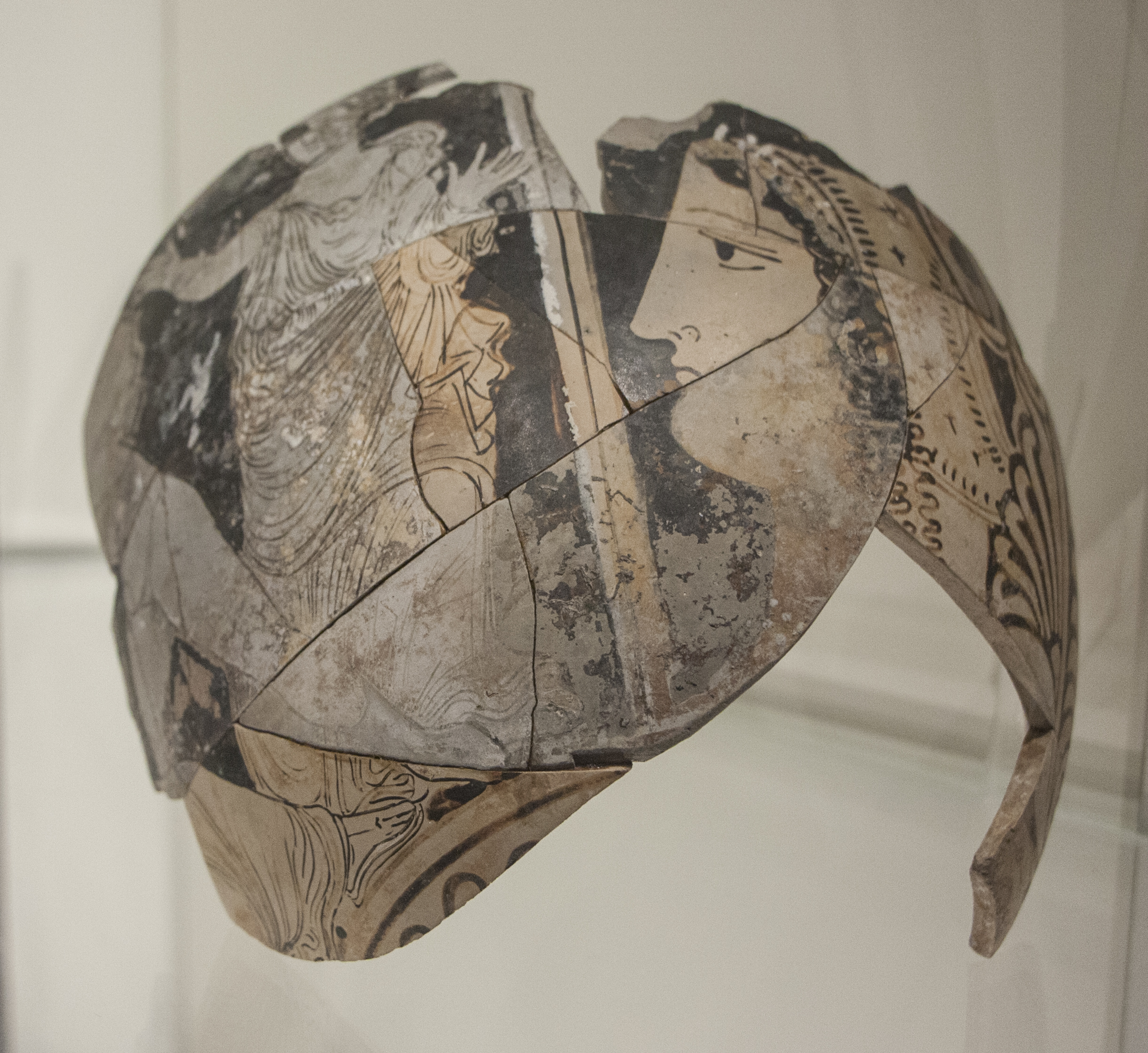
Frammento di hydriai
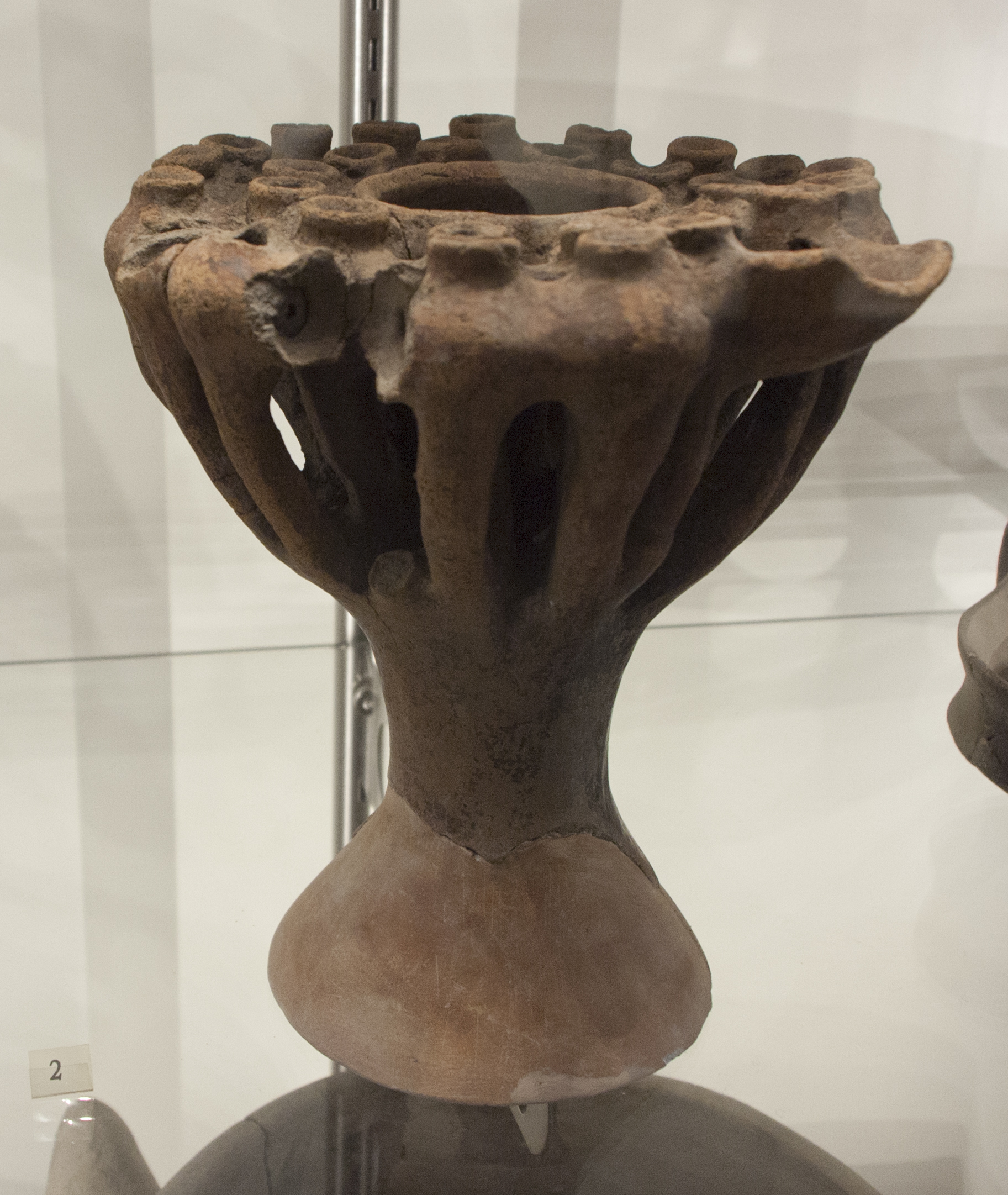
Kernoi a vasi multipli
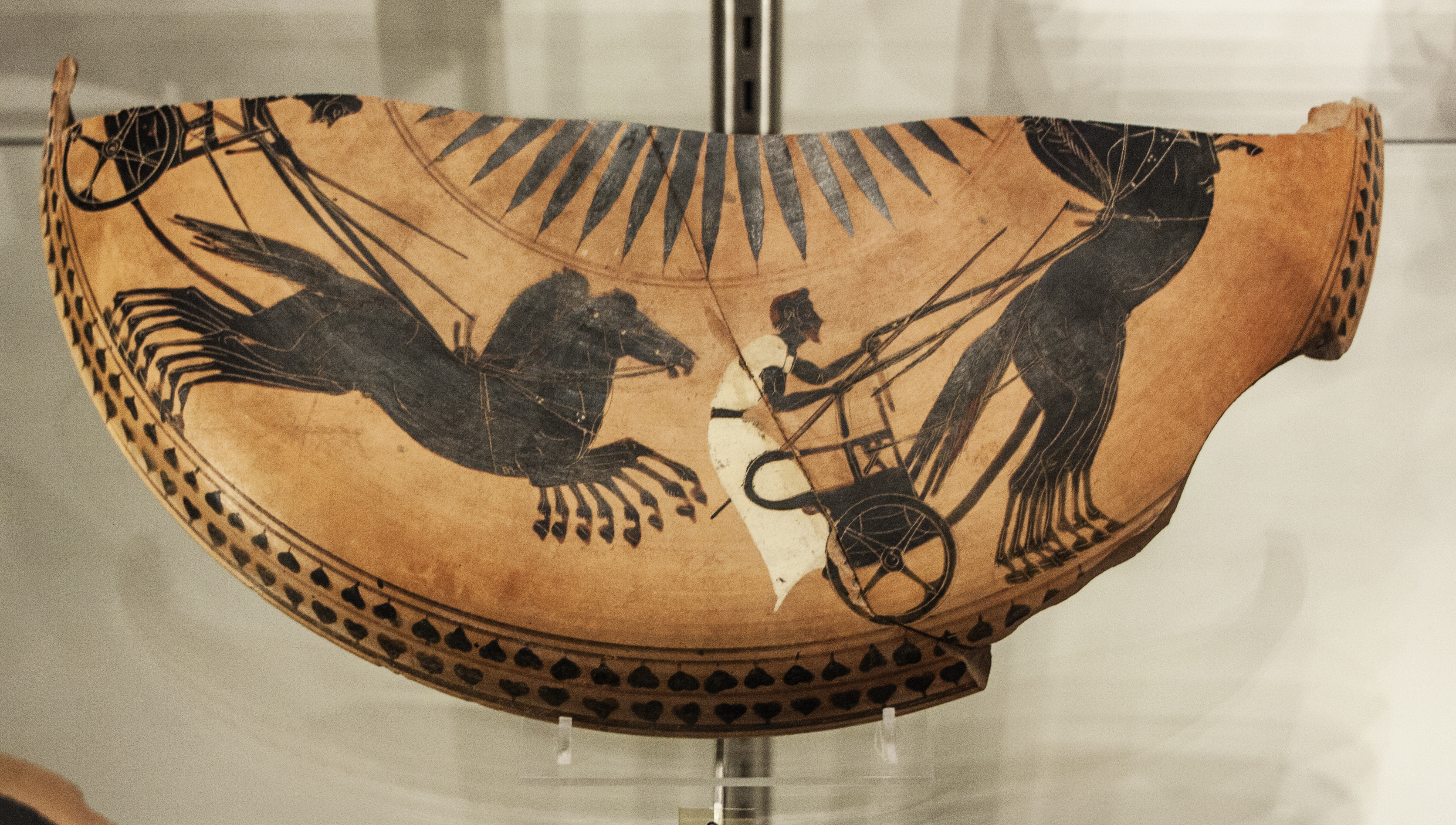
quadriga al galoppo
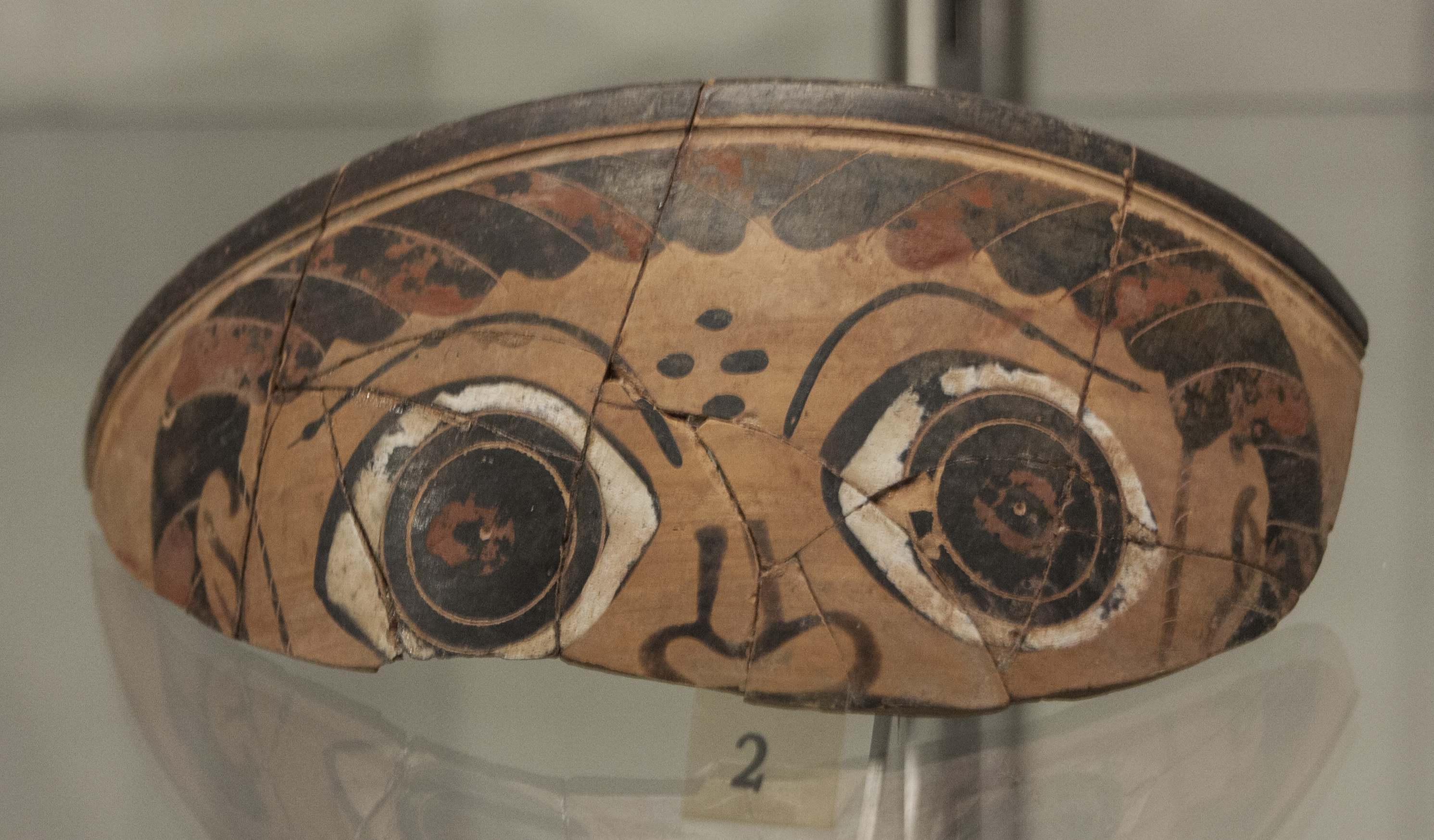
Coppa con decorazione a figure nere
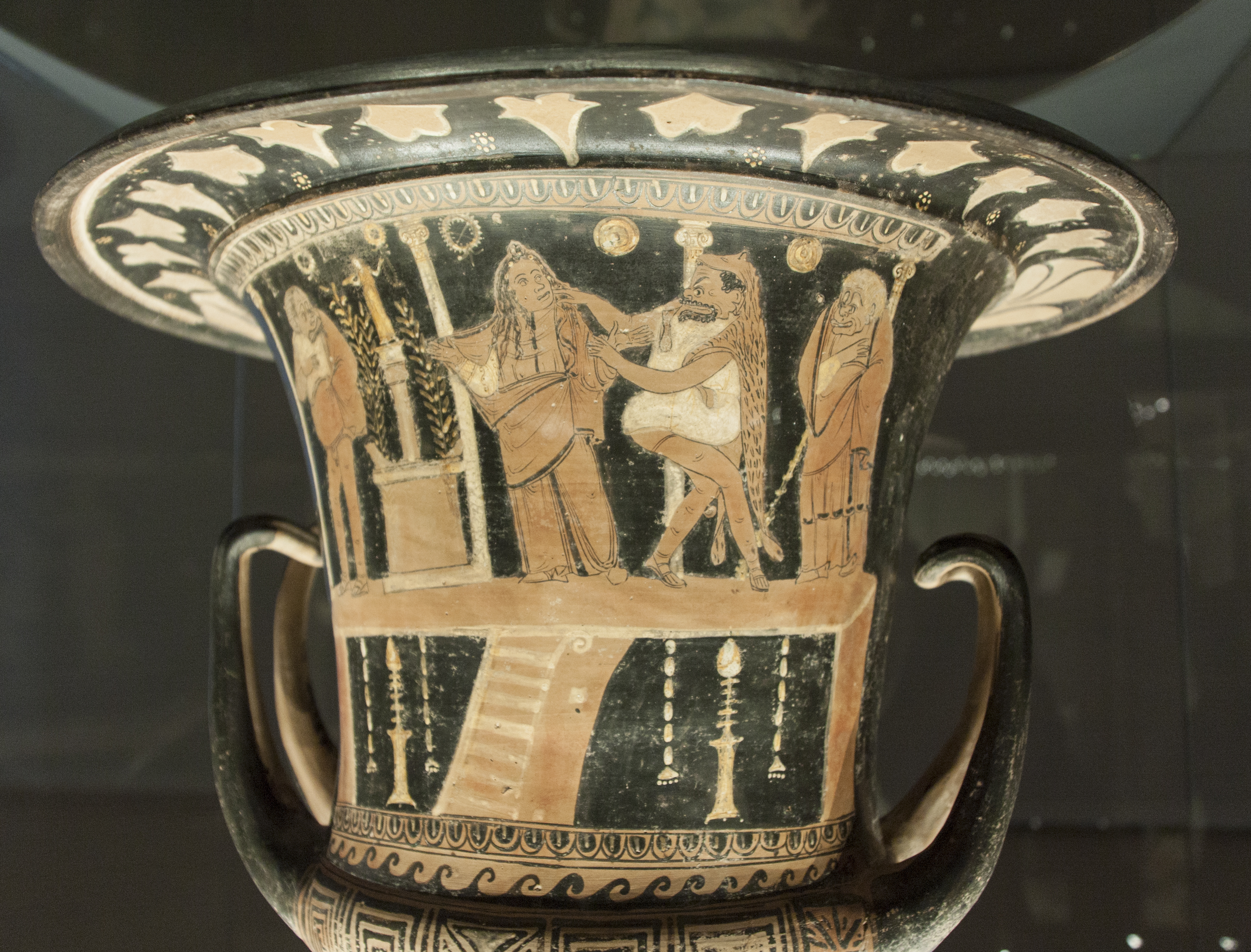
Cratere a calice di fabbrica siceliota